# Леопардов гребенопръст гущер
Леопардов гребенопръст гущер (Acanthodactylus pardalis), наричан също египетски ресничестопръст гущер, е вид влечуго от семейство Гущерови (Lacertidae). Видът е световно застрашен, със статут Уязвим.

## Разпространение
Разпространен е в Египет и Либия.